# مکس کایزر
مکس کایزر (به انگلیسی: Max Keiser)، گویندهٔ تلویزیونی، فیلم‌ساز، و بازرگان سابق است. او برنامهٔ خبری تحلیلی «On the Edge» در پرس‌تی‌وی ایران را میزبانی می‌کند. او همچنین برنامهٔ اقتصادی «Keiser Report» را در شبکهٔ روسیه امروز میزبانی می‌کند. او همچنین برنامهٔ زندهٔ «The Keiser's Business Guide to 2010» ویژهٔ شب سال نو را برای رادیو بی‌بی‌سی ۵ میزبانی کرد.
کایزر سابقاً برنامهٔ «The Oracle with Max Keiser» را در تلویزیون جهانی بی‌بی‌سی میزبانی می‌کرد. او پیش‌تر مجموعهٔ تلویزیونی «People & Power» را برای شبکهٔ الجزیره انگلیسی تولید کرد و به طور منظم در آن حاضر شد. او همچنین برنامهٔ هفتگی در پیرامون اقتصاد و بازار را در رادیوی رزوننس اف‌ام لندن اجرا می‌کند. وی برای هافینگتن پست می‌نویسد.
افزون بر کارهای رادیوتلویزیونی او برای اختراع «فناوری متخصص مجازی» -سامانهٔ نرم‌افزاری که در بورس اوراق بهادار هالیوود به کار می‌رود- نیر معروف است.